# Acleris issikii
Acleris issikii (лат.) — вид бабочек из семейства листовёрток. Распространён на юге Приморского края, в Японии (Хоккайдо и в горах Хонсю), на Корейском полуострове и в северо-восточном Китае. Обитают на пойменных ивняках, широколиственных лесах и парках. Гусеницы встречаются в июне в сплетённых листьях тополей различных видов, в том числе тополя Давида, тополя чёрного, тополя Зибольда и тополя итальянского, и ив — ивы росистой и ивы Сюзева. Бабочек можно наблюдать с конца июня по июль и в сентябре (возможно два поколения). Размах крыльев 16—20 мм.